# نظریه مارکسیستی روابط بین‌الملل
نظریه‌های مارکسیستی و نئو مارکسیستی روابط بین‌الملل پارادایم‌هایی هستند که دیدگاه واقع گرا/لیبرال همکاری یا منازعه دولت را رد می‌کنند و به جای آن بر جنبه‌های اقتصادی و مادی تمرکز می‌کنند. این نظریه در پی نشان دادن اولویت اقتصاد بر دیگر مفاهیم و همچنین تمرکز بر طبقه می‌باشد.
نظریه‌های مارکسیستی اقبال کمی در ایالات متحده یافتند. البته در ایالات متحده حتی احزاب سوسیال دموکرات نیز فاقد نفوذ سیاسی بودند. در سراسر آفریقا، آمریکای لاتین، جنوب شرقی آسیا و بخش‌هایی از اروپا، به ویژه فرانسه، یونان و ایتالیا، نظریه‌های مارکسیستی و دیگر نظریه‌ها بر گفتمان سیاسی و اجتماعی تأثیر گذاری بیشتری داشتند.